# Vadgesztenyelevél-aknázómoly

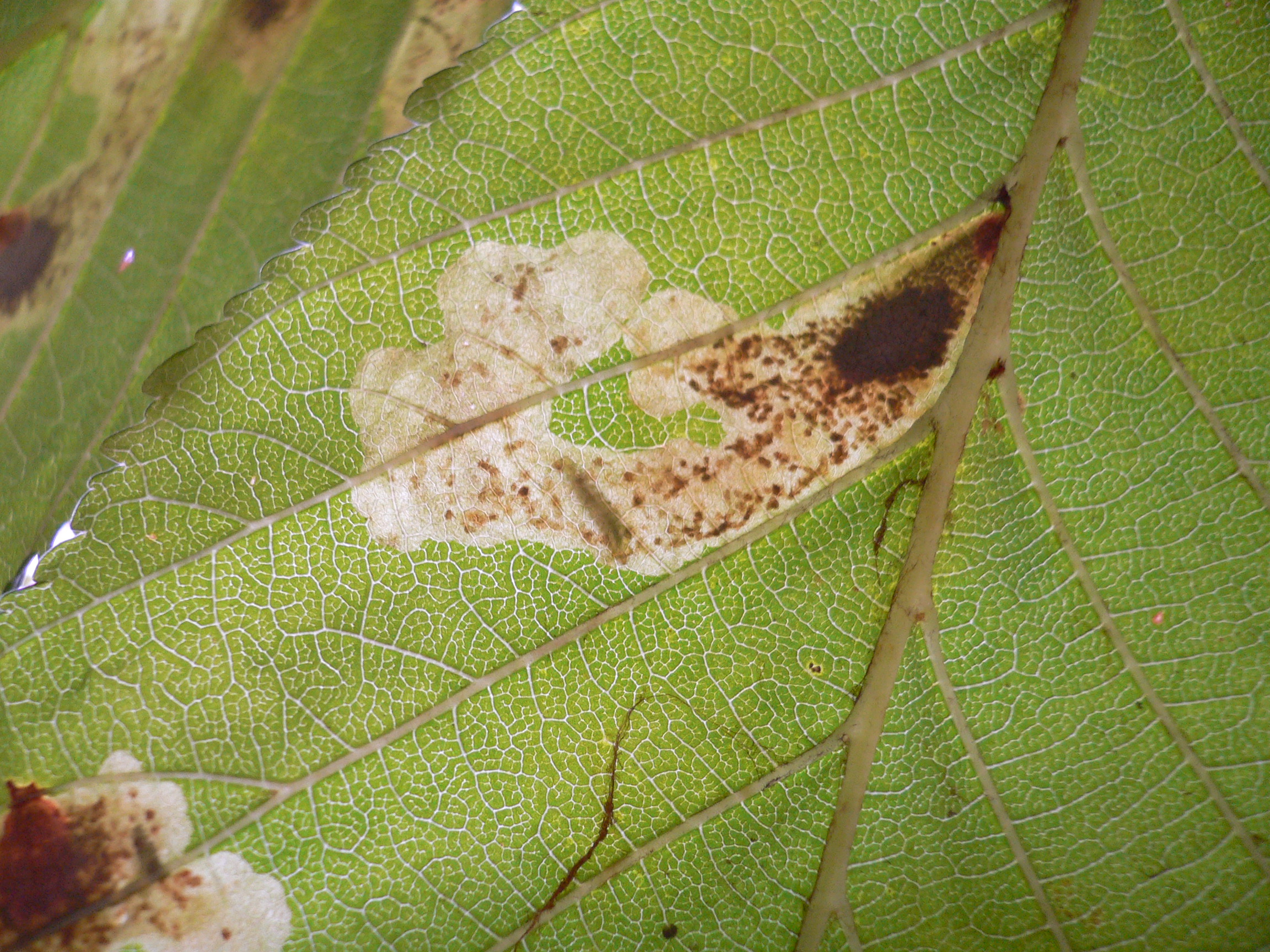
Vadgesztenyelevél-aknázómoly
hernyója az aknában

A vadgesztenyelevél-aknázómoly, vagy vadgesztenye-sátorosmoly, (Cameraria ohridella) a valódi lepkék (Glossata) közé sorolt keskeny szárnyú molyfélék (Gracillariidae) családjának egyik, Magyarországon is élő faja.

## Elterjedése, élőhelye
Az Észak-Macedóniai Ohridi-tó mellől írták le 1986-ban. Mivel a Cameraria minden más faja észak-amerikai, valószínűsíthető, a vadgesztenyelevél-aknázómolyt is onnan hurcolták be. Első leírása óta folyamatosan terjed nyugat és észak felé. Hazánkban először 1993-ban észlelték. Az 1994. évi tömegszaporodása után 1997-re az egész országban elterjedt.

## Megjelenése
Barnás alapszínét világos keresztvonalak tarkítják. Szárnyának fesztávolsága 7–9 mm.

## Életmódja
Valószínű, hogy a mediterrán égövben több nemzedéke van, mint hidegebb éghajlaton – Magyarországon egy-egy évben háromszor rajzik. Mivel az egy-egy-generációhoz tartozó hernyók meglehetősen különböző idő múlva bábozódnak be, hazánkban a rajzás szinte az egész nyáron tart. A hernyó aknájában bábozódik be, és az őszi nemzedék hernyói így, báb alakban telelnek át a lehullott levelekben.
Monofág faj, aminek egyetlen tápnövénye a fehér virágú dél-európai vadgesztenye (Aesculus hippocastanum): a többi Aesculus-fajt a lepkék elkerülik. A városi vadgesztenye-fasorok és a parkokban ültetett fák veszélyes kártevője, ami ellen meglehetősen nehéz vegyszerekkel védekezni. Természetes ellenségei, főleg a parazitoid fajok szerepe jelentős lehet, de eddig elégtelennek bizonyult.
Létezik olyan védekezési mód, aminek során permetezés helyett a törzs alsó részébe oltást kap a fa. A bejuttatott vegyszer a szállítószövetekben raktározódik és eljut a levelekbe is, ahol elpusztítja a hernyókat. Ez sokkal hatékonyabb módszer a permetezésnél és a környezetet nem érinti. 3-4 egymás utáni évben történt oltás után több éven át megmarad a vegyszer a fában, így néhány év kimaradhat anélkül, hogy a molyok elszaporodnának. Sajnos a készítményt Magyarországon jelenleg (2018) nem forgalmazzák, korábbi években is engedélyköteles volt a használata. 

## Külső hivatkozások
- Mészáros Zoltán – Szabóky Csaba: A magyarországi molylepkék gyakorlati albuma. Budapest: Agroinform. 2005.  arch Hozzáférés: 2018. április 6. (PDF)